# Мулино (Забайкальский край)
Мулино — село в Александрово-Заводском районе Забайкальского края России. Входит в состав сельского поселения «Бутунтайское». Основано в 1708 году.

## География
Село находится в южной части района, в пределах северных предгорий Кличкинского хребта, на берегах рек Шаровариха и Калдыгатуй, на расстоянии примерно 41 км (по прямой) к юго-юго-западу (SSW) от села Александровский Завод, административного центра района. Абсолютная высота — 700 м над уровнем моря.
Климат
Климат характеризуется как резко континентальный с продолжительной холодной малоснежной зимой и сравнительно тёплым летом. Средняя температура воздуха самого холодного месяца (января) составляет −26,8 °C; средняя температура самого тёплого месяца (июля) — 17,1 °C. Среднегодовое количество атмосферных осадков составляет 350—410 мм. Продолжительность безморозного периода составляет от 110 до 120 дней в году.
Часовой пояс
Село Мулино находится в часовой зоне МСК+6. Смещение применяемого времени относительно UTC составляет +9:00.

## Население
| 1989 | 2002 | 2010 | 2021 |
| ---- | ---- | ---- | ---- |
| 370  | ↘259 | ↘156 | ↘102 |

Половой состав
По данным Всероссийской переписи населения 2010 года, в гендерной структуре населения мужчины составляли 51,9 %, женщины — соответственно 48,1 %.
Национальный состав
Согласно результатам переписи 2002 года, в национальной структуре населения русские составляли 97 % из 259 чел.

## Улицы
- ул. Заречная,
- ул. Клубная,
- ул. Кооперативная,
- ул. Нагорная,
- ул. Новосельская[9].

## Инфраструктура
В селе функционируют основная общеобразовательная школа, сельский клуб, библиотека и фельдшерско-акушерский пункт.